# Dylan Garain
Dylan Garain (født 22. august 1996) er en fransk håndboldspiller, der spiller for PSG i den franske liga og i Champions league han spiller venstreback.[kilde mangler]